# Müswangen
Müswangen (toponimo tedesco) è una frazione di 550 abitanti del comune svizzero di Hitzkirch, nel distretto di Hochdorf (Canton Lucerna).

## Geografia fisica
Müswangen si trova sul versante occidentale delle alture del Lindenberg.

## Storia

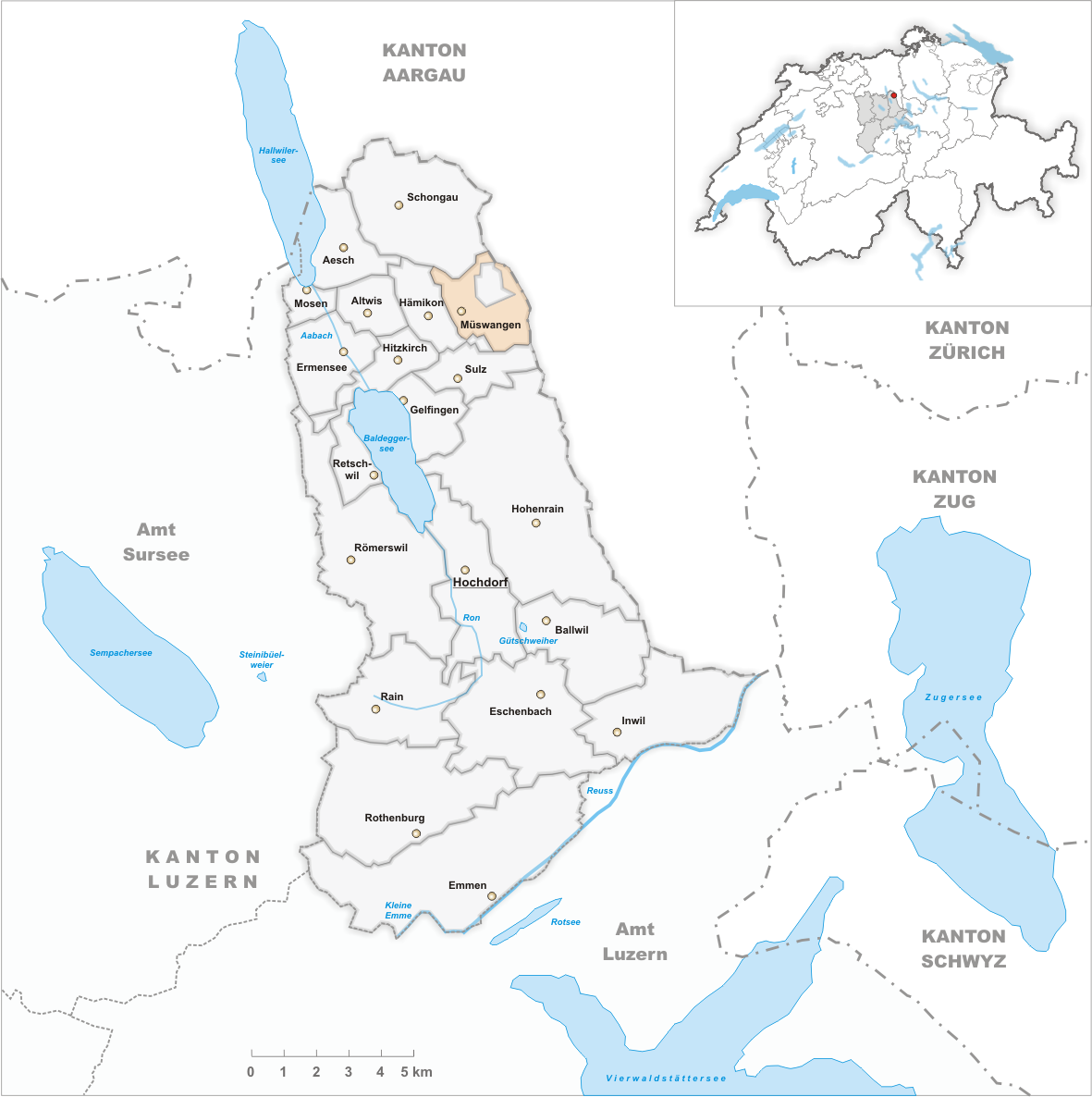
Il territorio del comune di Müswangen prima degli accorpamenti comunali del 2009

Già comune autonomo che si estendeva per 4,50 km², il 1º gennaio 2009 è stato accorpato a quello di Hitzkirch assieme agli altri comuni soppressi di Gelfingen, Hämikon, Mosen, Retschwil e Sulz.

## Monumenti e luoghi d'interesse
- Chiesa parrocchiale cattolica dell'Assunzione di Maria, attestata dal 1608 e ricostruita nel 1669[2].

## Società

### Evoluzione demografica
L'evoluzione demografica è riportata nella seguente tabella:
Abitanti censiti

## Economia
L'economia locale si basa prevalentemente sull'agricoltura.